# Majjate
Majjate  (in arabo مجاط‎?) è un centro abitato e comune rurale del Marocco situato nella prefettura di Meknès, regione di Fès-Meknès. Conta una popolazione di 9 074 abitanti (censimento 2014).